# 喀提林阴谋 (书籍)
《喀提林陰謀》（拉丁語：De coniuratione Catilinae），又稱《喀提林戰爭》（拉丁語：Bellum Catilinae），是羅馬歷史學家薩盧斯特撰寫並出版的第一部歷史書籍，亦是拉丁文學中的第二部歷史專著，它記載了公元前63年貴族喀提林企圖推翻政府的行動，這通常被稱為喀提林陰謀或第二次喀提林陰謀。
公元1世紀，喀提林陰謀成為羅馬統治階級，尤其是羅馬元老院道德和社會墮落的象徵。 薩盧斯特在他的敘述中不斷批評羅馬的腐敗。